# Ingeborg Köhler-Rieckenberg
Ingeborg Köhler-Rieckenberg, geb. Rieckenberg (* 4. Dezember 1914 in Berlin; † 10. Juni 2015) war eine deutsche Volkswirtin.

## Leben und Wirken
Rieckenberg studierte an der London School of Economics and Political Science (1932–1933), an der Sorbonne, Faculté de Droit, Paris (1933–1934), an der Universität Berlin (1935–1936, Abschluss: Diplom-Volkswirt) und an der University of Manchester (1938). 1955 promovierte sie zum Dr. rer. pol. für Wirtschaftswissenschaften an der Freien Universität Berlin. Von 1939 bis 1941 war sie wissenschaftliche Mitarbeiterin in der Studiengesellschaft für Wirtschaftsordnung e. V. (Studiengesellschaft für Nationalökonomie), Berlin.
Von 1941 bis 1945 war Ingeborg Köhler-Rieckenberg wissenschaftliche Hilfsarbeiterin im Auswärtigen Amt, anschließend Professional assistant in economic analyse im Office of Military Government for Germany und von 1947 bis 1975 Mitarbeiterin und Abteilungsleiterin (ab 1957) im Deutschen Institut für Wirtschaftsforschung (Berlin). 
Von 1970 bis 1974 hatte sie einen Lehrauftrag für Volkswirtschaftslehre an der Freien Universität und  war von 1961 bis 1994 Herausgeberin der Zeitschrift Konjunkturpolitik (Berlin).
Sie war seit 1958 mit dem Wirtschaftswissenschaftler Claus Köhler verheiratet.

## Ehrungen
- Verdienstkreuz am Bande des Verdienstordens der Bundesrepublik Deutschland (1986)

## Werke
- Die englische Agrarschutzpolitik der Nachkriegszeit, Berlin 1936
- Die Bedeutung des Kapitalexports im Wirtschaftskreislauf, dargestellt am Beispiel der Vereinigten Staaten von Amerika 1946–1953, Berlin 1954 (Berlin, F. U., Wirtschafts- und sozialwissenschaftliche Fakultät, Dissertation vom 23. Febr. 1955)
- Die institutionelle Verankerung von Instrumenten der Konjunkturpolitik in europäischen und außereuropäischen Ländern, DIW Sonderhefte N. F., Berlin 1955
- Wachstums- und konjunkturgerechte Finanzpolitik, Erkenntnisse und Erfahrungen in den Vereinigten Staaten, Beihefte Konjunkturpolitik, H. 2, Berlin 1957
- Probleme der Europäischen Wirtschaftsgemeinschaft, Konjunkturpolitik, Berlin 1958
- Betrachtungen zu dem Problem der europäischen Integration, DIW Vj-Hefte, Berlin 1959
- Betrachtungen zur deutschen Entwicklungshilfe, Konjunkturpolitik, Berlin 1960